# David Hernández Rojas
David Hernández Rojas conocido por su alias de "39" o ‘José’ (Valledupar, ?-Valledupar, 26 de octubre de 2004) fue un militar del Ejército Nacional de Colombia y luego paramilitar colombiano, miembro de las Autodefensas Unidas de Colombia (AUC). Fue dado de baja en acción por el Ejército Nacional en el 2004.

## Trayectoria
Hernández Rojas, oriundo de Valledupar, su padre era un hacendado, propietario de varias fincas en la región del corregimiento de Azúcar Buena, municipio de Valledupar. 
Hernández Rojas hizo carrera militar y llegó a ser un oficial del Ejército Nacional de Colombia con rango de 'Mayor' y fue comandante del Batallón Granadero contraguerrilla en Valledupar. En 1999 fue acusado, junto a otros militares bajo su mando, del asesinato de Alex Lopera, ex viceministro de la Juventud y exasesor de Paz de la Gobernación de Antioquia. Por esa razón, estuvo detenido en la sede de la Cuarta Brigada en Medellín.

### Comandante de las AUC
Hernández Rojas logró fugarse de las instalaciones de la Cuarta Brigada y escapó hacia el Urabá donde se unió a Autodefensas Campesinas de Córdoba y Urabá (ACCU) bajo los hermanos Carlos y Vicente Castaño. Las ACCU lo enviaron al Valle del Cauca junto a Norberto Hernández Caballero, alias’ Román’ donde integraron el Bloque Calima.
Hernández Rojas fue luego enviado al departamento del Cesar donde se unió al Bloque Norte de las AUC, donde además llegó a ser considerado el segundo al mando, debajo de alias 'Jorge 40' y asumió el alias de '39'. Como subcomandante Hernández Rojas ordenó ejecutar masacres y asesinatos selectivos en la región, sino el encargado de extorsionar a la población civil, a los comerciantes, ganaderos, industriales, vendedores ambulantes y a las administraciones públicas, que debían pagarle cuotas.
El corregimiento de Azúcar Buena (La Mesa) fue convertido en centro de operaciones del Bloque Norte de las AUC que abarcaba toda la región Caribe de Colombia. Desde la base paramilitar en la finca El Mamón, cerca a la población de La Mesa, Hernández Rojas y sus paramilitares del frente 'Mártires del Cesar', empezaron a extorsionar a propietarios de fincas, campesinos, comerciantes y todo aquel que pudiera aportarle a lo que llamaban "la causa". Todas estas personas extorsionadas iban hasta la base paramilitar El Mamón para pagar extorsiones o rendirle cuentas a alias '39'. 
- John Jairo Hernández Sánchez, alias 'Centella', fue su conductor y hombre de confianza.
- Alias 'JF', jefe de finanzas
- Luz Dary Castrillón, alias 'La Tía', manejaba empresas de fachada para lavar activos de las AUC. Entre estas empresas funcionaba una Fundación y una bolsa de empleo. También extorsionaban a contratistas y manejar sus vínculos con políticos y empresas en Cesar.
- Edgar Fierro Flórez, alias 'Don Antonio', este exmilitar fue aceptado en las filas de las AUC por Hernández Rojas. Le asignó los corregimientos de Badillo, El Alto de La Vuelta y Las Raíces.[5]

Alias '39' también iba a las poblaciones a verificar que estuvieran libres de guerrilla y la población estuviera sometida a sus órdenes, en particular en inmediaciones del corregimiento de El Alto de La Vuelta, donde los paramilitares establecieron otra base paramilitar. También influyó en la elección del rector de la Universidad Popular del Cesar (UPC).
Hernández Rojas estuvo envuelto fue en el escándalo de los falsos positivos junto al excomandante del Batallón La Popa de Valledupar, el coronel Hernán Mejía. Hernández y Mejiía hicieron acuerdos para mandar a asesinar y disfrazar con uniformes  a las víctimas para luego presentarlas como tropas enemigas dadas de baja en combate. Por estos hechos Mejía fue condenado a 19 años de cárcel y seis meses de prisión por los delitos de "concierto para delinquir, conformación de grupos armados ilegales y homicidio en persona protegida".
Según alias 'Daniel Centella', la Fiscalía General de la Nación -seccional Cesar- estuvo infiltrada por las AUC. Alias '39' se reunía con Tirso Maya, fiscal delegado ante el Tribunal de Valledupar. Tirso Maya es hermano del exprocurador general de la Nación Edgardo Maya y de Ángel 'El Kiri' Maya, exdirector del Hospital Rosario Pumarejo de López y quien también fue vinculado como colaborador de las AUC.
Cuando el cantante de música vallenata, Diomedes Díaz estuvo prófugo de la justicia por el asesinato de Doris Adriana Niño, alias '39' fue el encargado de esconderlo y protegerlo de las autoridades.
Alias '39' también estuvo envuelto en el asesinato de un profesor de escuela, el cual fue encargado por el exgobernador del Cesar, Hernando Molina y por el que fue condenado.

## Muerte
El 26 de octubre de 2004, Hernández Rojas fue abatido por tropas de la Décima Brigada del Ejército en la vía que comunica a Valledupar con el corregimiento de Azúcar Buena. Tras su muerte, Hernández Rojas fue remplazado por Adolfo Guevara Cantillo, alias '101'.
El 23 de abril de 2013 su hermano Levis Hernández Rojas fue asesinado por sicarios en Valledupar.